# Індивідуальний навчальний план
Індивідуа́льний навча́льний план — документ, що визначає послідовність, форму і темп засвоєння здобувачем освіти освітніх компонентів освітньої програми з метою реалізації його індивідуальної освітньої траєкторії та розробляється закладом освіти у взаємодії із здобувачем освіти за наявності необхідних для цього ресурсів.
У вищій освіті індивідуальний навчальний план розробляється і затверджується для кожного здобувача вищої освіти на кожний навчальний рік на основі навчального плану у визначеному закладом вищої освіти порядку. Індивідуальний навчальний план формується за результатами особистого вибору здобувачем вищої освіти дисциплін в обсязі, не меншому за 25% загального обсягу освітньої програми, з урахуванням вимог освітньої програми щодо вивчення її обов’язкових компонентів. Індивідуальний навчальний план є обов’язковим для виконання здобувачем вищої освіти.
У повній загальній середній освіті індивідуальний навчальний план учня має забезпечувати виконання ним освітньої програми закладу освіти та передбачати його участь у контрольних заходах. У разі необхідності він має враховувати особливі освітні потреби учня, визначені за результатами комплексної психолого-педагогічної оцінки його розвитку. Індивідуальний навчальний план складається в обов’язковому порядку при здобутті освіти У разі здобуття освіти за екстернатною формою та за формою педагогічного патронажу.